# 皮耶韦泰西诺
皮耶韦泰西诺（義大利語：Pieve Tesino），是意大利特伦托自治省的一个市镇。总面积74平方公里，人口686人，人口密度9.3人/平方公里（2009年）。ISTAT代码为022142。